# Pluton (kawa)
Pluton (kawa) – najstarsza polska marka kawy, produkowanej w pierwszej w Polsce profesjonalnej palarni, założonej w 1882 r. przez Tadeusza Tarasiewicza w Warszawie. Od 2017 r. właścicielem marki jest Pluton Kawa Sp. z o.o.

## Historia
W 1882 r. Tadeusz Tarasiewicz założył w Warszawie pierwszą profesjonalną palarnię kawy, której nadał nazwę „Pluton”. W tym czasie nabywaną zieloną kawę palono zwykle na patelniach lub w blaszanych bębenkach, co pogarszało jakość produktu. Rozwój przedsiębiorstwa był początkowo powolny i uwarunkowany brakiem świadomości konsumentów, że stosowanie nowej technologii, zapewniającej wyższą jakość palonej kawy, wiąże się z wyższą ceną związaną z utratą podczas palenia 20% wagi. Palenie kawy odbywało się początkowo w domu przy ulicy Świętokrzyskiej 9, następnie - od 1889 r. - na ulicy Chmielnej, gdzie palarnia została powiększona i zmodernizowana, by w 1902 r. znaleźć się na ulicy Żytniej. Przedsiębiorstwo posiadało własną sieć handlową, w której prowadzono sprzedaż nie tylko kawy, ale również mieszanek zbożowych i cykorii. W 1907 r. „Pluton" posiadał 6 sklepów w Warszawie i 2 w Łodzi. Od kwietnia 1914 r. przedsiębiorstwo stało się spółką akcyjną Towarzystwo Akcyjne „Pierwsza Warszawska Fabryka Palenia Kawy, Cykorii i Surogatów Kawy Pluton T. i M. Tarasiewiczów". 200 akcji wydano bezpłatnie pracownikom firmy, co było nowatorską w owych czasach realizacją idei akcjonariatu pracowniczego.
W okresie I wojny światowej zarządzaniem przedsiębiorstwa zajmował się kupiec i zarazem działacz społeczny Stanisław Hirszel. W przedsiębiorstwie istniała kasa zapomogowo-pożyczkowa, pracownikom-analfabetom zapewniano naukę czytania i pisania. Wysokim płacom towarzyszyły również inne gratyfikacje, np. nagrody jubileuszowe w postaci złotych zegarków przekazywanych pracownikom z 10-letnim stażem pracy, a przy ul. Żytniej powstały mieszkania dla pracowników. W 1924 r. „Pluton” został połączony z konkurencyjnym Towarzystwem Akcyjnym Wiktor Matyjewicz, właścicielem marki Kawa Molinari i powstałej ok. 1910 r. fabryki przy ul. Grzybowskiej 37. Po fuzji firma posiadała w Warszawie ponad 20 sklepów, przy czym 6 z nich znajdowało się na ulicy Marszałkowskiej. Wielki kryzys na przełomie l. 20. i 30. XX wieku spowodował zmniejszenie obrotów firmy, wywołany zmniejszeniem konsumpcji kawy i herbaty; poziom sprzed kryzysu osiągnięto dopiero w l. 1938-1939. W 1934 r. kierownictwo firmą - jako najmłodszy dyrektor przedsiębiorstwa w II Rzeczypospolitej - objął 24-letni Kordian Tarasiewicz, który prowadził firmę do końca jej działalności w latach 50. XX w. Przed 1939 r. posiadała ona sieć 31 sklepów, rozrzuconych po całym kraju, w których poza kawą sprzedawano mieszanki zbożowe, herbatę oraz kakao. Zatrudnienie wynosiło wówczas ponad 100 osób, a kapitały firmy sięgały 1 mln zł. Mając na celu ograniczenie kosztów pośrednictwa handlowego, nawiązano bezpośrednie kontakty z polskimi plantatorami kawy w Angoli i Kongu Belgijskim. W 1939 r. przy ul. Marszałkowskiej 98 otwarto bar kawowy, w którym sprzedawano 500 filiżanek kawy dziennie. W tym czasie używano nazwy firmy „Pluton T. i M. Tarasiewiczów”.
W czasie okupacji niemieckiej „Pluton” prowadził hurtownię i sieć detalicznych sklepów artykułów kartkowych, hurtownię sacharyny, rozlewnię win, a także kawiarnię „Fregata” na ul. Mazowieckiej. Zwiększona została produkcja kawy zbożowej, a ponadto rozpoczęto produkcję marmolady i przetworów owocowych w Płudach pod Warszawą. Mimo trudnych warunków nie zaprzestano działalności społecznej – pracownikom zapewniano pomoc medyczną i zakup leków, przebywającym w oflagach oficerom wysyłano paczki, wraz z innymi firmami wspierano schroniska dla dzieci wysiedlonych z Zamojszczyzny. Szeregowi osób, szczególnie wysiedlonych z Wielkopolski, wydano Arbeitskarty (karty pracy), potwierdzające zatrudnienie i zapewniające ochronę przed wywozem na roboty przymusowe. Tuż przed wybuchem Powstania Warszawskiego firma zatrudniała 250 osób. Upadek powstania przyniósł zakończenie działalności przedsiębiorstwa, które po wojnie właściciele próbowali przenieść do Gdańska.
Po zakończeniu okupacji przystąpiono do odbudowy nieruchomości przy ul. Grzybowskiej 37. Uruchomiono również zniszczoną palarnię kawy. Wkrótce potem władze rozpoczęły utrudnianie działalności prywatnych przedsiębiorstw (zakaz korzystania z dostaw UNRRA, ograniczenia w dostawach surowców, utrata koncesji na prowadzenie handlu zagranicznego), zwłaszcza przez stosowanie domiarów podatkowych. W 1950 r. na podstawie dekretu z 1945 r. utracono nieruchomość przy ul. Grzybowskiej, stanowiącą zabezpieczenie udzielonych kredytów bankowych. W tej sytuacji ogłoszono upadłość, jednak cierpliwość syndyka pozwoliła dotrwać do 1956 r. Na fali odprężenia udało się odzyskać nieruchomości, co pozwoliło uregulować długi, w tym zaległości bankowe i podatkowe oraz koszty syndyka.
W 2017 r. spółka „Pluton T i M Tarasiewiczów” sprzedała znak towarowy „Pluton” spółce „Pluton kawa sp. z o.o.” i została jej udziałowcem.

## Innowacyjność
Od początku istnienia firma zainteresowana była innowacjami technologicznymi. Przed 1914 „Pluton” planował rozpoczęcie przy ul. Żytniej produkcji płynnego ekstraktu kawy opatentowaną m.in. w Wielkiej Brytanii, Belgii, Francji i Rosji metodą dr. chemii Wacława Wisłockiego. W tym celu powstało laboratorium i rozpoczęto montaż aparatury, jednakże nie dające się przezwyciężyć trudności z szybkim psuciem się ekstraktu (skądinąd o zachęcających walorach smakowych) spowodowały zaniechanie prac nad jego uzyskiwaniem. Równocześnie rozpoczęto palenie kawy bezkofeinowej, starając się we współpracy z Niemcami o uruchomienie fabryki odkofeinizowania kawy. W 1912 r. rozpoczęto współpracę z doktorem Przemysławem Rakowskim w zakresie pozyskiwania ekstraktu kawy w postaci płynnej, który produkowano w kilku gatunkach: czysty z kawy, z cukrem, z dodatkiem orzeszków coli, z mlekiem, na kawę czarną i na białą z mlekiem. Współpraca ta ustała po śmierci dra Rakowskiego z powodu braku receptur.

## Współpraca z innymi znanymi polskimi markami
W zakresie dystrybucji „Pluton” współpracował z szeregiem znanych marek, np. prowadząc w swoich sklepach sprzedaż produktów E. Wedla (z kolei w sklepach Wedla dostępne były produkty Plutona). Klientami firmy były cukiernie A. Bliklego, „Cafe Bristol” i Hotel Europejski.

## Opakowania firmowe Plutona
Opakowania kawy i herbaty projektowane były przez znanych artystów, m.in. Jerzego Hryniewieckiego i Eryka Lipińskiego.